# الأميرة فيروز
الأميرة فيروز هو مسلسل رسوم متحركة إسباني. تم عرض المسلسل لأول مرة بين عامي 1999 - 2000. وتمت دبلجة المسلسل للغة العربية بواسطة مؤسسة التسويق والإنتاج الإعلامي في عمان - الأردن.

## الأصوات العربية
- لؤي مسلم
- غادة فرح
- رولا النجمي
- زيد الخلايلة
- علاء التميمي
- بدر الآغا (مدرجة باسم بدر الاغا)
- داود عفيشات (مدرجة باسم داوود عفيشات)
- علاء عبيدات
- مراد نصر

بالاشتراك مع:
- هشام حمادة
- زهرة المصري
- أحمد أبو سويلم (مدرجة باسم أحمد أبو سويلم)

## طاقم العمل في النسخة العربية
- موسيقى الشارة: عزام يوسف
- غناء الشارة: ديانا كرزون
- مكساج ومونتاج: عبد الرحمن بسيوني
- أدارة الإنتاج والتسويق: فراس الحمود
- أنتاج وتوزيع:

مؤسسة التسويق والإنتاج الإعلامي (مدرجة باسم مؤسسة التسويق والإنتاج الاعلامي)

صقر الحمود

ت: 5823823 فاكس 5822722

عمان - الأردن

- الاشراف الفني: بلال محمد صوالحة

## روابط خارجية
- الأميرة فيروز على موقع IMDb (الإنجليزية)
- الأميرة فيروز على موقع فيلمافينيتي (الإسبانية)
- الأميرة فيروز على موقع كينوبويسك (الروسية)
- الأميرة فيروز على موقع قاعدة بيانات الفيلم (الإنجليزية)

- All episodes available for streaming in English